# Marie Faddegon
Marie Faddegon, née le 6 décembre 1877 à Amsterdam et morte le 25 mars 1919 à Apeldoorn, est une artiste textile et créatrice de vêtements néerlandaise. Elle s'implique dans le mouvement de réforme vestimentaire visant à créer des vêtements permettant aux femmes de se mouvoir plus facilement. Elle dirige l’École professionnelle pour l'amélioration du vêtement féminin et enfantin, une des premières écoles professionnelle pour jeunes filles. Elle publie également des manuels et brochures. 

## Biographie

### Jeunesse et formation
Maria Alida Faddegon, dite Marie, est née le 6 décembre 1877 dans la Vijzelstraat à Amsterdam. Elle est la cinquième des huit enfants de l'horloger Barend Abraham Faddegon (1840-1912) et de Sophia Elisabeth Laugeman (1844-1922).  
Marie Faddegon est la sœur cadette du médailleur Johan Faddegon (nl) et la tante de la peintre Fiore Faddegon. Elle étudie à la Rijksnormaalschool voor Teekenonderwijzers (nl) (École normale nationale pour professeurs de dessin) et obtient son diplôme en 1897. Elle étudie ensuite à la Rijksakademie van beeldende kunsten (Académie royale des beaux-arts d'Amsterdam) jusqu'en 1899. En 1906, elle participe à une exposition au Stedelijk Museum d'Amsterdam qui présente des œuvres d'anciens élèves des écoles du musée,. 

### Artiste textile
Entre 1902 et 1907, Marie Faddegon enseigne le dessin au lycée municipal de jeunes filles d'Amsterdam. 
En 1902, elle collabore avec l'artiste textile Margaretha Verwey (nl) qui ouvre la boutique « Margaretha Verwey, Hollandsch Kunstnaaldwerk » au n° 66 de la Nieuwe Spiegelstraat. Ensemble, elles organisent un cours de couture, de dessin et de design (1905) et publient des livres de modèles pour la broderie au point de croix et les vêtements pour enfants.  
En 1907, elle devient membre aspirante de la Nederlandse Vereniging voor Ambachts- en Nijverheidskunst  (Association néerlandaise de l'artisanat et de l'industrie) où elle participe activement à plusieurs comités de promotion de l'artisanat féminin.

### Réforme vestimentaire: la Société pour l'amélioration du vêtement féminin
À la fin du XIXe siècle, le mouvement Lebensreform qui plaide pour un rapprochement avec la nature, émerge en Allemagne. Lors du Congrès international des femmes de Berlin en 1896, la question des vêtements des femmes est soulevée : les femmes veulent des vêtements leur permettant de « marcher, s'asseoir et travailler » et de « s'habiller et se déshabiller » « sans aide extérieure. Des médecins condamnent aussi le corset qu'ils accusent d'avoir des effets néfastes sur la santé des femmes. 
À l'occasion de l' Exposition nationale du travail féminin de 1898, un concours est lancé pour des « vêtements féminins sains, pratiques et de bon goût », puis un second pour des vêtements pour enfants. Suivant l'exemple allemand, un an plus tard, la Vereeniging voor Verbetering van Vrouwenkleeding (nl) (Société pour l'amélioration du vêtement féminin) est fondée aux Pays-Bas. Contrairement à d'autres pays, aux Pays-Bas, ce sont les femmes elles-mêmes qui conçoivent et fabriquent leurs propres vêtements de réforme. Pour cela, elles utilisent cette plateforme. Marie Faddegon rejoint la société et devient membre du conseil d'administration en 1906,.  
L'initiative est loin de faire l'unanimité, ainsi, le gynécologue Hector Treub (nl), déclare dans  De Hollandsche Lelie (nl) trouver absurde l'agitation autour des vêtements féminins sans corset, d'autres les qualifient de sacs ou les considèrent comme provocateurs car ils peuvent dévoiler les chevilles ou les courbes des cuisses ou de la poitrine. Malgré cela, les vêtements de réforme gagnent en popularité,. 

### L'Ecole professionnelle pour l'amélioration du vêtement féminin et enfantin
En 1909, la branche amstellodamoise de l'association fonde Vakschool voor Verbetering van Vrouwen- en Kinderkleeding (École professionnelle pour l'amélioration du vêtement féminin et enfantin),. 
Maria Faddegon, âgée de 31 ans, en devient la première directrice. L'enseignement professionnel pour les filles est inhabituel à l'époque, et seules sept étudiantes s'inscrivent en première année. Les filles sont formées au métier de couturière, tailleuses et stylistes, selon les principes de la réforme. Elles apprennent, entre autres, à travailler avec des patrons et des modèles pour des vêtements en tissus légers et respirants, pour lesquels les femmes n'ont pas besoin de corset. L'école dispense aussi des cours de dessin et de stylisme, d'histoire de l'art, de connaissances textiles, d'hygiène et de gymnastique.
En juillet 1910, le conseil d'administration de l'Association des écoles professionnelles d'Amsterdam décide de fusionner l'école avec l'Association des écoles d'art et d'artisanat pour filles. Elle déménage plusieurs fois pour arriver à la Jan van Galenstraat et prendre le nom de Vereniging 'Vak- en Huishoudschool Prinses Irene. (Association de l'École professionnelle et domestique Princesse Irène).
Marie Faddegon conçoit elle-même des vêtements, comme une robe de soirée en soie couleur terre cuite de 1913, confectionnée et portée par Bastiana Schot, enseignante à l'école professionnelle, et conservé au musée de la Haye. 
À partir de 1911, Marie Faddegon siège également au comité de rédaction de Onze kleding (Nos vêtements), le mensuel de l'école professionnelle. À partir de 1913, elle est membre du conseil d'administration de l'Association des enseignants de l'enseignement industriel. Elle consacre également beaucoup de temps à l'organisation d'expositions afin de faire connaître les vêtements réformés et les idées du mouvement réformateur à un large public. Elle veille à ce que les matériaux soient abordables : les idéaux réformateurs doivent être accessibles aux personnes aux moyens limités.

### Autres activités
Les vêtements de réforme de Marie Faddegon sont exposés lors de  l'exposition De Vrouw (1813-1913) (nl) et figurent dans les collections du Musée néerlandais du costume et du Musée d'Amsterdam. 
Vers 1906, Marie Faddegon, en collaboration avec Corrie Berlage, professeur de dessin et fille de l'architecte, écrit le manuel « Methode voor het onderwijs in constructief ontwerpen van textiel-versiering » (Méthode pour l'enseignement constructif de la décoration textile). 
Avec J.L. Redeke-Hoek, elle publie, entre 1914 et 1916, plusieurs brochures dans la série « Reformkleding voor iedereen », en reeks eenvoudige modellen voor vrouwen- en kinderkleeding (Vêtements de réforme pour tous, une série de modèles simples de vêtements pour femmes et enfants). 
En 1913, un an après la mort de son père, Marie Faddegon ouvre une boutique d'artisanat avec Leonie van Nierop, Het Klokhuis, dans l'ancienne horlogerie de son père, dans la Vijzelstraat. En 1917, la boutique déménage de l'autre côté de la rue. Les deux femmes organisent des expositions dans la boutique, prodiguent des conseils sur la confection de vêtements avec un minimum de matériaux et la réutilisation de vêtements et de tissus pour en faire de nouveaux. Des lithographies provenant du magasin sont conservées dans les collections du Musée Allard Pierson de l'Université d'Amsterdam.

### Fin de vie et notoriété
En 1918, Marie Faddegon est diagnostiquée d'un cancer. Elle déménage avec sa mère à Apeldoorn, où elle meurt un an plus tard, le 25 mars 1919, à l'âge de 41 ans. Marie Faddegon est enterrée dans une tombe familiale à Nunspeet.
Dans ses nécrologies, Marie Faddegon est décrite comme une dirigeante zélée et empathique, qui défendait ses principes d'amélioration des vêtements pour femmes et enfants, par ses paroles, ses écrits et ses actes. Le 31 janvier 1920, l'Algemeen Handelsblad la classe parmi les « Femmes marquantes décédées au cours de l'année écoulée ». Des années après sa mort, ses brochures sont encore réimprimées, et ses créations et conseils pour des vêtements confortables et pratiques utilisés.
Des œuvres de Marie Faddengon se trouvent dans les collections du Musée d'Amsterdam, du Musée d'art de La Haye et du Centraal Museum d'Utrecht.

## Galerie

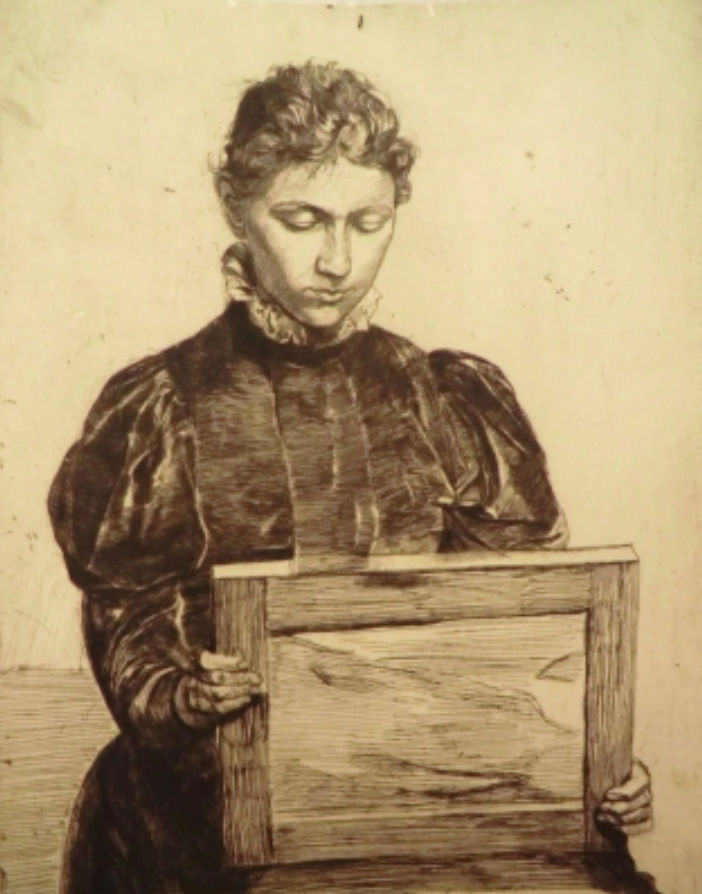
Portrait réalisé par Marie, peut-être de sa sœur cadette Sophie
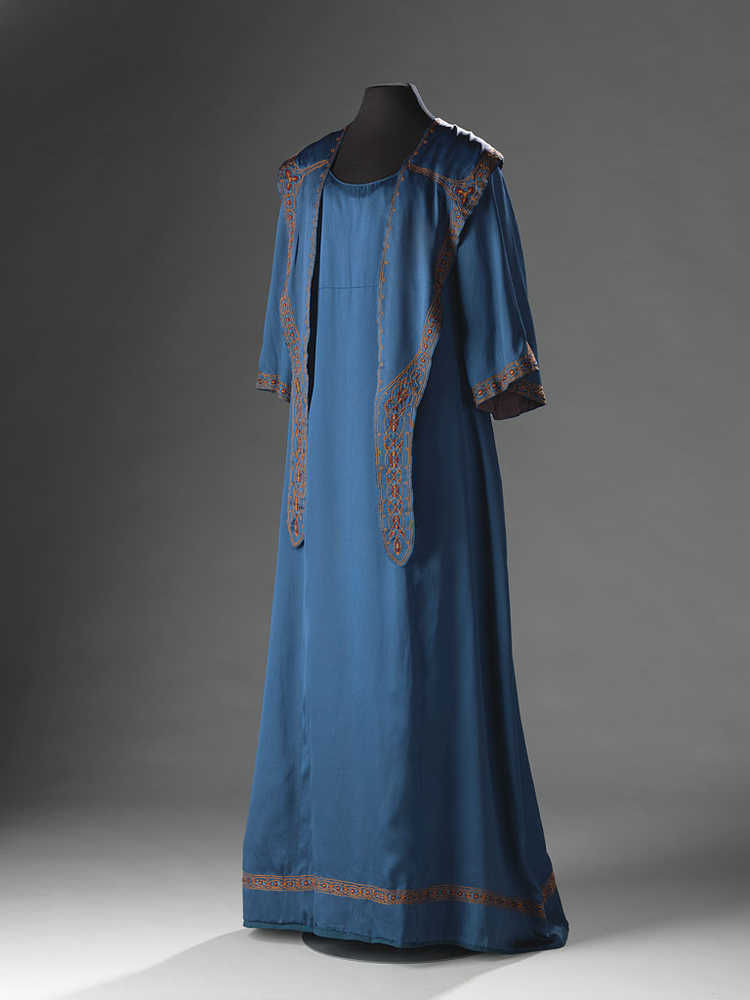
Robe de Réforme (1902-1906), collection du Musée d'Amsterdam

## Publications
- (nl) avec Corrie Berlage, Methode voor het onderwijs in constructief ontwerpen van textiel-versiering
- (nl) avec J.L. Redeke-Hoek, Reformkleeding voor iedereen. Een reeks van eenvoudige modellen voor vrouwen- en kinderkleeding, Amsterdam, Vakschool voor verbetering van vrouwen- en kinderkleeding", 1912-1926

### Page connexe
- Réforme vestimentaire